# Stanisławów Drugi (Mazovie)
Pour les articles homonymes, voir Stanisławów Drugi.
Stanisławów Drugi (prononcé en polonais : [staniˈswavuf ˈdruɡi]) est un village polonais de la gmina de Nieporęt dans la powiat de Legionowo de la voïvodie de Mazovie dans le centre-est de la Pologne.
Il se situe à environ 5 kilomètres au sud-ouest de Nieporęt (siège de la gmina), 5 kilomètres à l'est de Legionowo (siège de la powiat) et à 22 kilomètres au nord de Varsovie (capitale de la Pologne).
Le village possède approximativement une population de 468 habitants en 2008.

## Histoire
De 1975 à 1998, le village appartenait administrativement à la voïvodie de Varsovie.